# L'Isle-Bouzon
 L'Isle-Bouzon  là một xã thuộc tỉnh Gers trong vùng Occitanie miền nam nước Pháp.